# E1 (Nigeria)
Die E1 (Expressway 1) ist eine Schnellstraße in Nigeria, die zwischen Lagos und Ibadan parallel zur A1 verläuft. Teilweise verlaufen die Schnell- und Fernstraße zusammen. Die E1 ist 130 Kilometer lang.